# میتنگ
میتنگ (به انگلیسی: Meting) یک شهر در پاکستان است که در ایالت سند واقع شده‌است.